# Туше, Джордж, 1-й граф Каслхейвен
Джордж Туше (англ. George Tuchet; примерно 1551 — 20 февраля 1617) — английский аристократ, 11-й барон Одли и 8-й барон Туше с 1563 года, 1-й граф Каслхейвен в ирландском пэрстве с 1616 года. Единственный сын Генри Туше, 10-го барона Одли, и его жены Элизабет Снейд. После смерти отца унаследовал в возрасте примерно 12 лет семейные титулы и владения, приносившие относительно скромный доход — около 900 фунтов стерлингов в год. Получил образование в колледже Магдалины в Оксфорде, участвовал в Восьмидесятилетней войне на континенте и был губернатором Утрехта. В 1599—1601 годах воевал в Ирландии, был ранен в битве при Кинсейле. После замирения острова получил от короны 200 тысяч акров земли, конфискованной у мятежников, благодаря чему стал намного богаче. В 1616 году получил ирландские титулы графа Каслхейвена и барона Одли из Орье.
Туше был женат дважды — на Люси Мервин (дочери сэра Джеймса Мервина и Эми Кларк) и на Элизабет Ноэль (дочери сэра Эндрю Ноэля и Мабель Харингтон). В первом браке родились семь детей:
- Элеонора;
- Мервин (примерно 1551—1617), 12-й барон Одли, 9-й барон Туше, 2-й граф Каслхейвен;
- Фердинандо;
- Анна;
- Элизабет[4];
- Мэри[5];
- Кристиана[6].